# Custodia de Tierra Santa
La Custodia de Tierra Santa (en latín, Custodia Terræ Sanctæ), también conocida como Custodia franciscana de Tierra Santa, es una provincia de la orden franciscana, administrada por la orden de Frailes Menores.
De entre todos los territorios en los cuales los franciscanos tienen actividad, la Custodia de Tierra Santa es, sin dudas, uno de los más significativos desde el punto de vista histórico y simbólico. Sus funciones son la animación de la liturgia en los Santos Lugares a través de la coordinación de las iglesias locales, la recepción de los peregrinos provenientes de todas partes del mundo para orar en ellos, la asistencia en el sostenimiento de las estructuras que allí se encuentran, como así también actividades ecuménicas, docentes y de investigación bíblica-arqueológica, cuyas instituciones académicas de referencia son el Studium Biblicum Franciscanum de Jerusalén y el Instituto Arqueológico Franciscano (Monte Nebo, Jordania).

## La «Custodia de Tierra Santa» en sus inicios

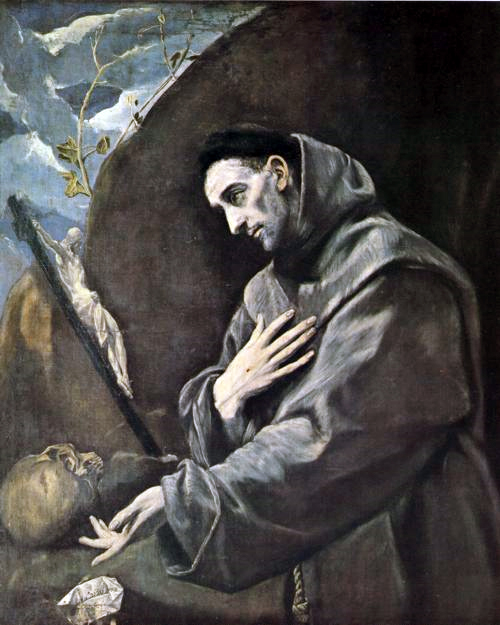
Representación de Francisco de Asís, realizada por El Greco

En 1219-1220, Francisco de Asís viajó a Oriente tras las huellas de Jesús de Nazaret. Sin embargo, no pudo satisfacer su esperanza de poder visitar los Santos Lugares, en particular aquellos sitios geográficos asociados con la vida y el mensaje de Jesús. Sus seguidores consideraron Tierra Santa como un territorio emblemático donde se podrían conjugar la devoción que sentían por esas tierras, el espíritu de diálogo y comprensión que Francisco inculcó en su Regla y el carisma pacificador que lo caracterizó.
Ya en vida del santo de Asís, el Capítulo general de 1217 que estableció las distintas «Provincias» de la orden, instituyó como expresión de la voluntad de Francisco la «Provincia de Tierra Santa», que fue de cierta forma confirmada por el Capítulo general de Pisa en 1263. Sin embargo, en este capítulo se redujo la provincia a entidades más pequeñas, llamadas «Custodias», a fin de mejorar las actividades de los franciscanos. Así se originaron las Custodias de Chipre, Siria y Tierra Santa.
Con la ayuda de los reyes Roberto I de Nápoles y Sancha de Mallorca, los frailes menores adquirieron de los musulmanes el lugar del Cenáculo en el Monte Sion, a la vez que pagaron por el derecho a oficiar en la basílica del Santo Sepulcro. La presencia franciscana en Tierra Santa, que con diversas vicisitudes se mantuvo desde aquellos tiempos, adquirió estabilidad y carácter oficial de parte de la Iglesia católica en 1342, año en que el papa Clemente VI promulgó dos bulas papales: la Gratias agimus y la Nuper carissimae, en las que encomendó a la Orden Franciscana la «custodia de los Santos Lugares».

## Presencia franciscana en los «Santos Lugares»

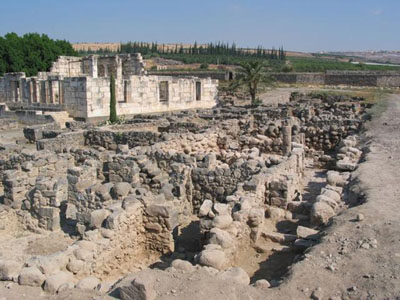
Ruinas de Cafarnaúm, estudiadas largamente por los franciscanos.

Con el tiempo, la presencia franciscana se extendió a pesar de los obstáculos y los peligros que caracterizaron los parajes de Tierra Santa. En 1333, los reyes de Nápoles Roberto I y Sancha de Mallorca compraron el Cenáculo al sultán de Egipto y lo regalaron a los franciscanos, quienes construyeron allí su primer convento en Tierra Santa. En 1347, los frailes se establecieron junto a la basílica de la Natividad, en Belén. En 1485 adquirieron el lugar que, según la tradición cristiana, habría constituido el sitio del nacimiento de Juan el Bautista, en Ein Karem. Pero en 1523, tras la conquista de Palestina por los turcos, el Cenáculo fue transformado en mezquita, y en 1551 Solimán el Magnífico obligó a los frailes a abandonar definitivamente el convento en la que se consideró la situación más humillante y gravosa que atravesó la Custodia.
A pesar del grave revés, los franciscanos consiguieron el lugar de la Anunciación de Nazaret (1620) y del Monte Tabor (1631). Comenzaron a tratar la adquisición de la zona del santuario de Caná de Galilea en 1641, la que concluiría siglos más tarde, en 1879.
A continuación, administrando las colectas de cristianos de todo el mundo, los franciscanos adquirieron la zona de Getsemaní (1661); la iglesia de la Visitación, en Ein Karem (1679); la iglesia de la Flagelación (1838); Emaús (1867) donde se reedificó la iglesia en 1901; la capilla de la Gruta de la Leche (1872); Betfagé (1880), donde se construyó el actual santuario en 1883; el «Dominus Flevit» y la iglesia del Primado de Pedro junto al lago de Tiberíades (ambos en 1889); las ruinas de Cafarnaúm (1894); el «Campo y gruta de los pastores» junto a Belén (1909); el monte Nebo (1932). Inútilmente reclamaron los franciscanos el «Cenáculo» desde la expulsión de 1551, pero en 1936 consiguieron un lugar cercano al Cenáculo. En 1938, edificaron una capilla franciscana en el llamado «Monte de las bienaventuranzas». En 1950, completaron la adquisición del predio de «Betania», entre los muchos hitos que jalonaron la conservación de lugares considerados sagrados por la fe cristiana.

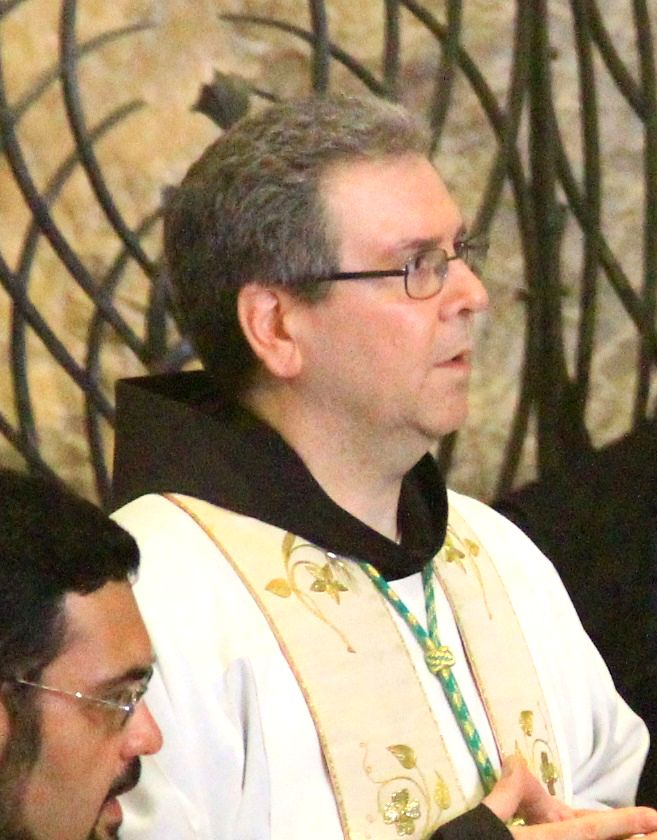
Fray Francesco Patton, custodio de Tierra Santa desde 2016.

## La «Custodia de Tierra Santa» en la actualidad
Actualmente la Custodia tiene su sede oficial en el convento de San Salvador en la misma Jerusalén, pero el Custodio sigue designándose con el título de «Guardián de Monte Sión». Desde el 15 de mayo de 2004 y durante 12 años, el custodio de Tierra Santa fue Pierbattista Pizzaballa, de nacionalidad italiana. Fray Francesco Patton, quien fue ministro provincial de los franciscanos en la provincia italiana de Trento, fue nombrado nuevo custodio de Tierra Santa en mayo de 2016. El custodio de Tierra Santa es nominado por el Definitorio General franciscano, con la aprobación definitiva de la Santa Sede.
Hoy, la «Custodia de Tierra Santa» es encargada:
- de la guarda de 49 lugares considerados bíblicos: 19 en Galilea, 27 en Judea, 2 en Siria (Damasco) y 1 en Jordania (Monte Nebo);[4]
- del ejercicio pastoral en 29 parroquias y 79 iglesias y capillas;[4]
- de la dirección de 16 escuelas con unos 10 000 alumnos —entre cristianos (60 %) y no cristianos—,[4] y 400 profesores, 4 casas de hospedaje para peregrinos, 3 residencias de tercera edad y 2 orfanatos;
- de la acción ecuménica, cultural y científica en Tierra Santa, promovida desde el Instituto Bíblico Franciscano, el Estudio Teológico Jerosolimitano, la casa editorial Franciscan Printing Press, el Centro de Estudios Orientales Cristianos, etc.[3][8]

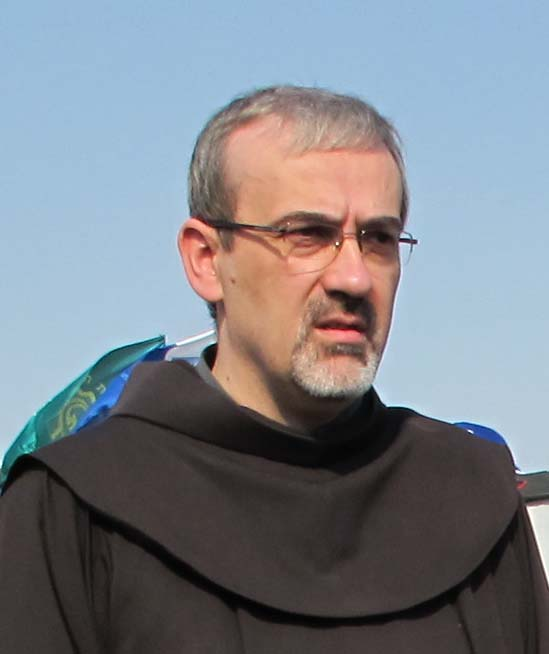
Pierbattista Pizzaballa OFM, fue custodio de Tierra Santa entre 2004 y 2016.

Desde el nombramiento del padre Pierbattista Pizzaballa como custodio en 2004, la Custodia comenzó a subsanar la lejanía que aún subsistía respecto de la sociedad israelí, ya que hasta entonces la mayoría de los frailes no hablaban el idioma hebreo. Pizzaballa domina el hebreo de forma fluida, después de haber asistido a cursos de hebreo en Jerusalén y a un programa de estudios en el departamento de Biblia en la Universidad Hebrea. Así, Pizzaballa prestó especial atención a la apertura de su comunidad a la sociedad en general, consciente del abismo cultural que separa ambas religiones. Una de sus primeras iniciativas fue dar a los jóvenes religiosos la oportunidad de estudiar el idioma hebreo. Él animó los contactos con las instituciones israelíes con el fin de fomentar la cooperación en las áreas de turismo y peregrinación. Como ningún custodio antes que él, Pizzaballa ha tenido acceso a los ministros y altos funcionarios israelíes, desde el primer ministro al jefe de los Servicios de Seguridad General. Ha impartido una motivadora conferencia pública en idioma hebreo en la Universidad de Tel Aviv, reflexionando sobre la Iglesia católica y la Shoah. Plenamente consciente de la necesidad de vincularse con la opinión pública israelí, acogió a grupos judíos en la escuela monasterio de San Salvador, la sede de la Orden Franciscana en Jerusalén. También comenzó a integrar a los empleados árabes de la Custodia de Tierra Santa en el marco del Estado israelí. La Custodia, como empleador y sus trabajadores que son en su mayoría árabes, pagan regularmente sus respectivas cuotas de seguros nacionales y también abonan según el plan de jubilación sancionado por el Estado de Israel. Las escuelas administradas por la Custodia también han entrado en el sistema educativo financiado por el Estado.
Fray Pizzaballa se refirió a la Iglesia en Jerusalén en los siguientes términos:

No por casualidad la llamamos «Iglesia Madre», no sólo porque de ella nacieron las Iglesias esparcidas por el mundo, sino porque aún hoy custodia de forma única y especial el lugar que hace memoria de la muerte y resurrección de Cristo. En Jerusalén aún hoy se encuentran, juntas, si bien heridas en sus relaciones, todas las denominaciones cristianas. Todos, en definitiva, se encuentran aún hoy en la Ciudad Santa, que es un microcosmos de la vida de la Iglesia en el mundo. En este sentido la podemos definir «corazón palpitante», porque dona la vida a tantísimos creyentes en el mundo. En ella todavía hoy se concreta la profecía de Isaías, que habla de Jerusalén como la casa de oración para todas las gentes.
Pierbattista Pizzaballa

La presencia de la orden franciscana en Tierra Santa es hoy considerada clave en el diálogo interreligioso.